# Homme d'Eliye Springs
L'Homme d'Eliye Springs (noté KNM-ES-11693) est le nom donné à un crâne fossile d'Homo sapiens, découvert en 1983 à Eliye Springs, sur la rive occidentale du Lac Turkana, au Kenya. Il est estimé âgé de 200 000 à 300 000 ans sur la base de sa morphologie, car sa découverte en surface n'a pas permis d'avancer une datation fondée sur la stratigraphie.

## Historique
Le crâne fossile a été découvert en 1983, affleurant sur une plage de la station balnéaire d'Eliye Springs, au Kenya, par deux touristes allemands, M. et Mme Till Darnhofer. 
Il a été étudié par Günther Bräuer et Richard Leakey, qui ont publié leur analyse en 1986.

La découverte du crâne hors contexte stratigraphique a empêché toute datation fondée sur les roches sous-jacentes ou sur les fossiles de paléofaune environnants.

## Description
Le crâne d'Eliye Springs est peu déformé et passablement complet. Il lui manque le relief sus-orbitaire, une partie des os nasaux, l'essentiel du maxillaire et toute la mandibule.

Il présente une mosaïque de caractères archaïques et dérivés qui rendaient, à l'époque de sa découverte, son attribution peu aisée.
Le crâne est long et large, avec une voute assez basse. L'os frontal est modérément pentu. Le volume endocrânien est estimé entre 1 300 et 1 450 cm3, ce qui est comparable à l'homme moderne.

## Attribution
L'ensemble des caractères analysés avaient amené Günther Bräuer et Richard Leakey à classer ce fossile en 1986 parmi les Homo sapiens archaïques, plutôt que parmi les Homo rhodesiensis.
En 2019, une étude des paléoanthropologues français Aurélien Mounier (CNRS-MNHN) et argentine Marta Mirazón Larh (université de Cambridge), publiée dans la revue Nature, a recherché, parmi les plus anciens fossiles africains connus attribués à l'espèce Homo sapiens, lesquels préfiguraient le mieux la morphologie finalement acquise par l'Homme moderne. Ayant analysé de nombreux crânes fossiles d'hommes modernes, cette étude propose une morphologie virtuelle du dernier ancêtre commun de l'humanité actuelle, et la compare, en morphométrie 3D, aux 5 crânes africains les plus complets datés d'au moins 200 000 ans : Irhoud 1 (Maroc), Florisbad (Afrique du Sud), Eliye Springs, Omo Kibish 2 (Éthiopie), et LH 18 (Tanzanie). Le crâne de Florisbad est jugé le plus proche de notre ancêtre virtuel, devant celui d'Eliye Springs,. Cette étude confirme l'appartenance de l'Homme d'Eliye Springs à l'espèce Homo sapiens.